# Howard Carter
Howard Carter, född 9 maj 1874 i Kensington i London, död 2 mars 1939 i Kensington i London, var en brittisk arkeolog och egyptolog.

## Biografi
Carter deltog från 1890 i William Flinders Petries utgrävningar i Egypten, och hjälpte 1893–1899 Édouard Naville vid utgrävningen av Deiv el-Bakritemplet och offentliggörandet av resultaten därifrån. Under senare år ledde han främst det femtonåriga sökandet efter Tutankhamons grav för George Herbert, 5:e earl av Carnarvons räkning, och var den som 1922 upptäckte graven i Konungarnas dal utanför Luxor. Då man trodde sig ha hittat den rätta platsen för Tutankhamons grav anslöt sig lord Carnarvon, och när Carter bröt igenom den sista väggen till gravkammaren, med ett vaxljus i handen, ska han ha yttrat det klassiska ”Jag ser underbara ting!” (engelska: Carnarvon: "Can you see anything?" Carter: "Yes, wonderful things!"). Jag ser underbara ting – Strövtåg i Egypten är titeln på en dokumentärfilm av Hans Villius och Olle Häger från 1993.
Carter utgav böckerna The Tomb of Tutankhamun (tre band 1923, 1927 och 1933), första bandet tillsammans med Arthur Cruttenden Mace. Första delen har senare getts ut under titeln The Discovery of the Tomb of Tutankhamen.